# Henderson Point
Henderson Point es un lugar designado por el censo ubicado en el condado de Harrison en el estado estadounidense de Misisipi. En el año 2010 tenía una población de 170 habitantes.

## Geografía
Henderson Point se encuentra ubicado en las coordenadas 30°18′57.79″N 89°17′8.93″O / 30.3160528, -89.2858139.